# William Abikoff
William Abikoff (nacido en 1944) es un matemático estadounidense. Ha sido profesor de matemáticas en la Universidad de Connecticut desde 1981.
Abikoff obtuvo su doctorado en 1971 de la Escuela Politécnica de Ingeniería de la Universidad de Nueva York bajo la supervisión de Georges Gustave Weill.  En 2012, Abikoff se convirtió en miembro de la American Mathematical Society.

## Trabajos seleccionados
- Abikoff, William (1976). «Augmented Teichmüller spaces». Bulletin of the American Mathematical Society 82 (2): 333-334. doi:10.1090/s0002-9904-1976-14049-9.
- Abikoff, William (1986). «The Euler characteristic and inequalities for Kleinian groups». Proceedings of the American Mathematical Society 97 (4): 593-601. doi:10.1090/s0002-9939-1986-0845971-7.
- Abikoff, William; Harvey, William J. (2012). «Extremal Kleinian groups». Proceedings of the American Mathematical Society 140: 267-278. doi:10.1090/s0002-9939-2011-10923-7.
- Abikoff, William (1980). The Real Analytic Theory of Teichmüller Space. Lecture Notes in Mathematics 820. Berlin: Springer. ISBN 038710237X.